# Seershausen
Seershausen ist ein Ortsteil der Gemeinde Meinersen (Samtgemeinde Meinersen) im niedersächsischen Landkreis Gifhorn.

## Geografie und Verkehrsanbindung
Der Ort liegt südwestlich des Kernortes Meinersen direkt an der östlich verlaufenden Oker. Das Naturschutzgebiet Okeraue bei Volkse liegt östlich und südöstlich.
Durch den Ort führt die Landesstraße L 414. Nördlich verläuft die B 188 und südwestlich die B 214.

## Geschichte
Die ersten beiden urkundlichen Erwähnungen von Seershausen datieren auf das Jahr 1022, wobei es sich bei diesen Urkunden um Fälschungen aus dem 12. Jahrhundert handeln soll. Dennoch feiert Seershausen im Jahre 2022 sein 1.000-jähriges Ortsjubiläum. Der Ort wurde ab 1220 Sierdeshusen, Syrdeshusen oder Siredeshusen genannt. Die Edelherren von Meinersen waren in Seershausen begütert und verlehnten ihre Besitzungen an die Adelsfamilien von Bortfeld, von Seershausen, von Langlingen und von Gerstenbüttel. Im Jahre 1374 starb das Geschlecht derer von Meinersen im Mannesstamm aus.
Etwas nördlich vom Ohofer Weg – schon im Gebiet des Ortsteils Seershausen – befindet sich die ehemalige Hinrichtungsstätte bei Ohof, sie stellt in den Lüneburgischen Landen einen Sonderfall dar. Insgesamt wurden dort vermutlich annähernd 70 Verurteilte gerichtet. Zwischen 1597 und 1617 kamen 26 Verurteilte unter das Richtschwert, an den Strick oder das Rad. 1829 wurde auf dem Galgenberg die letzte Hinrichtung des Amtes Meinersen vollzogen.

## Bauwerke
- Alte Kapelle von 1519
- Stephanuskirche (Baujahr 1899)
- Kriegerdenkmal (Baujahr 1922/23, erweitert 1958)

## Vereine
- TuS Seershausen/Ohof e.V.[6]
- Modellflugverein Seershausen e.V.[7]
- Fußball-Förderverein TuS Seershausen/Ohof e.V.[8]
- Angelsportverein Seershausen
- Freiwillige Feuerwehr Seershausen
- Feuerwehrförderverein Seershausen e.V.
- Kyffhäuser-Kameradschaft Ohof-Seershausen
- Landfrauenverein Meinersen, Ortsgruppe Seershausen
- Männergesangverein Seershausen v. 1888 e.V.
- Posaunenchor Seershausen
- Schützengesellschaft Seershausen
- Trägerverein Dorfgemeinschaftshaus Seershausen e.V.[9]
- Dorfverein Seershausen e.V.